# Mau5ville: Level 2
mau5ville: Level 2 è l'ottavo EP realizzato dal disc jockey e produttore discografico canadese deadmau5. L'EP contiene collaborazioni con Lights (di cui un remix prodotto da Chris Lorenzo e una versione estesa strumentale) e Mr. Bill, una traccia solista (di cui due remix prodotti da Gallya e Monstergetdown) e due tracce prodotte da Gallya e Monstergetdown. La traccia Drama Free è una revisione di una traccia che Zimmerman aveva realizzato in live streaming a luglio 2017 quando era nota come midas heel.

## Tracce
Musiche di Joel Zimmerman, eccetto dove indicato.
1. Drama Free (feat. Lights) (Testo: Valerie Poxleitner)
2. Drama Free (Chris Lorenzo Remix)
3. 10.8 (con Mr. Bill) (Musica: Joel Zimmerman, Bill Day)
4. GG
5. GG (Gallya Remix)
6. GG (Monstergetdown Remix)
7. Sunlight (di Gallya) (Musica: Galya Tityukova)
8. Boui (di Monstergetdown) (Musica: Eliazar Torres)

Esclusiva Beatport
1. Drama Free (Chris Lorenzo Extended Remix)